# クリアパス
株式会社クリアパス（英: clearpass Co., Ltd.）は、かつて存在した大阪府大阪市北区に本社を置いていた決済サービス会社。SBI新生銀行グループであるアプラスの完全子会社であった。

## 略歴
関西電力により決済サービス事業会社として設立された。
2022年11月1日付で全株式をアプラスが取得、同社及び新生銀行の連結子会社となった。
2025年4月1日付で親会社のアプラスがクリアパスを吸収合併。法人としては消滅した。旧クリアパス利用者への対応は当面アプラス社内に設置されたクリアパス業務室が対応する。

## 沿革
- 2001年12月10日 - 関西電力100%出資により設立。資本金4億5千万円。本社を大阪市北区中之島（ダイビル）に設置。
- 2002年7月 - 東京ビジネスオフィス開設。
- 2003年1月 - 貸金業者登録（大阪府知事（01）第11724号）
- 2004年9月 - 資本金4億6,525万円に増資
- 2008年11月 - 本社を大阪市北区堂島浜に移転。
- 2019年2月 - 本社を大阪市北区堂島（堂島アバンザ）へ移転。
- 2022年
  - 10月 - かんでんCSフォーラムへ会員事業を譲渡。
  - 11月 - 株式譲渡に伴い、アプラスの完全子会社となる。
- 2023年3月 - 資本金1億円に減資。
- 2025年
  - 1月 - 同年4月1日付で親会社のアプラスに吸収合併されることを発表。登記上の本社を大阪市浪速区湊町のアプラス本社内へ移転。
  - 4月 - アプラスへの吸収合併が成立。クリアパス代表取締役社長であった松田礼二は同日付けでアプラス執行役員 クリアパス業務室長となった（BANKIT事業部長兼任）[5]。

## 事業内容
- ローン事業
  - 自動送金サービス - みずほ銀行以外の預金口座からみずほ銀行口座へローン返済相当額を移動させるサービス
  - 電化リフォームローン「はぴeリフォームローン」（新規受付終了）
- 決済代行サービス事業
  - 口座振替収納代行サービス（新規受付停止）2023年度内を目途に終了
  - コンビニ収納代行サービス（新規受付停止）2023年度内を目途に終了